# Schmaltz

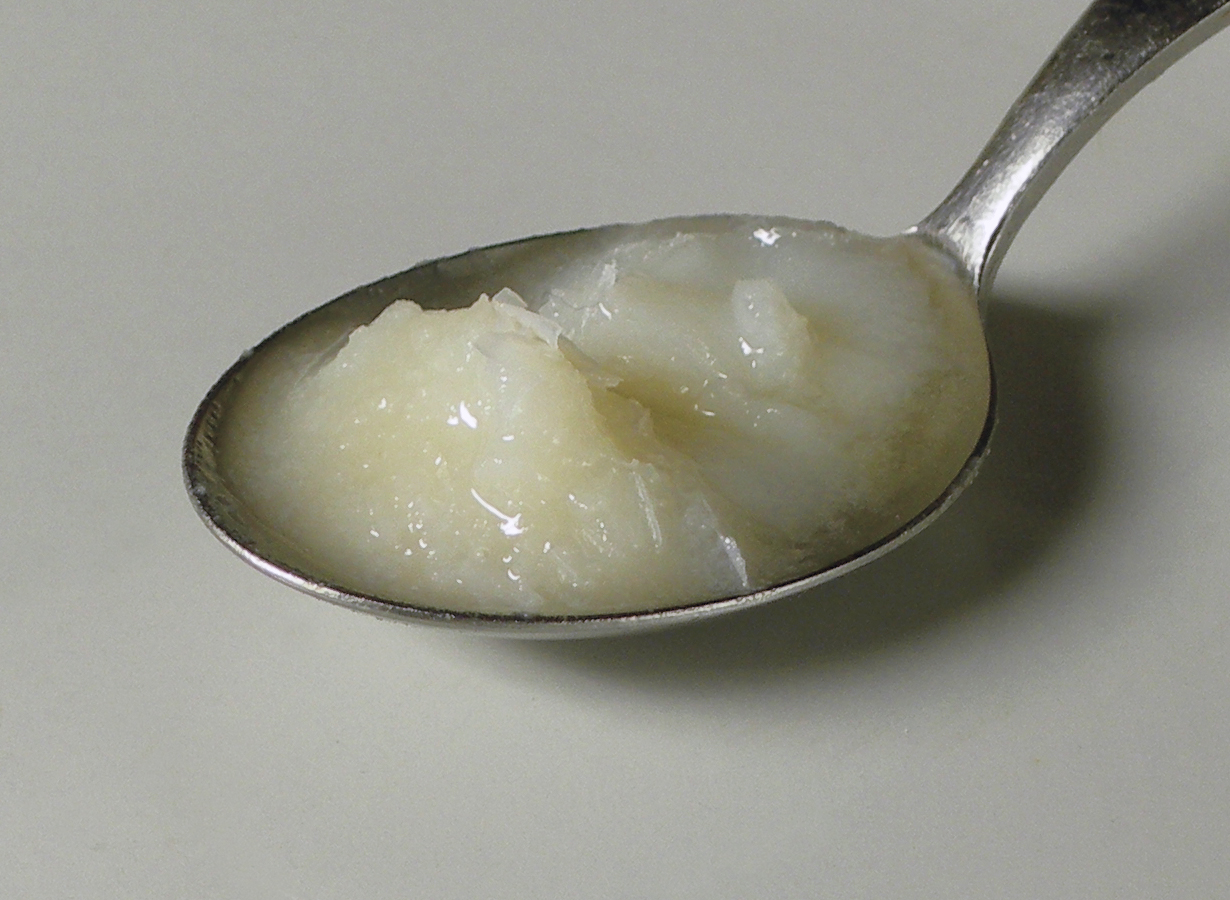
Schmaltz d'oca

El schmaltz o schmalz és greix processat de pollastre o oca emprat per fregir o untar sobre pa. És popular a la gastronomia jueva, sent usat pels jueus del nord-oest i est d'Europa a qui el cashrut els prohibia fregir carn amb llard de porc, els greixos típics per fregir a la regió, i que no podia obtenir els altres olis de cuina, com el d'oliva o el de sèsam, que havia usat en Orient Mitjà i el Mediterrani. L'engreix d'oques per obtenir més greix va donar com a producte secundari el primer fuagràs europeu.

## Etimologia
שמאַלץ shmalts és la paraula Jiddisch per 'greix de pollastre', estretament relacionat amb l'alemanya Schmalz, 'greix de cuina', ambdós de l'alt alemany mitjà smalz.

## Elaboració
L'elaboració del schmaltz implica tallar els teixits grassos de l'au (pollastre o oca) en trossos petits, fondre el greix i recollir-lo. el schmaltz es pot preparar amb un procés sec, en el qual els trossos es cuinen a baixa temperatura i es remouen, extraient gradualment el greix. També hi ha un procés humit en el qual el greix es fon injectant vapor d'aigua. el schmaltz processat es filtra llavors i es clarifica.
el schmaltz casolà d'estil jueu es fa tallant el greix en trossos petits i fos en una paella a foc baix o moderat, normalment amb ceba. Després d'extreure la majoria del greix, es filtra a un pot amb una estopeta. Els trossos restants cruixents i enfosquits de pell i ceba es coneixen en jiddisch com gribenes.

## Ús
Atès que el procés d'extracció retira l'aigua i les proteïnes, el schmaltz no es fa malbé fàcilment. Pot usar-se fins i tot per conservar carns cuinades si s'envasen en pots hermètics emmagatzemats en un lloc sec i fresc, de forma semblant a le carns confitades.
Sovint el schmaltz té una aroma forta i, per tant, es fa servir en receptes pesades com estofats i rostits. També es pren untat en pa, per al que de vegades s'elabora salat, emprant-se pa integral, que també té un sabor fort.

## Schmaltz vegetarià
Una versió vegetariana (i per tant pareve) de l schmaltz va ser comercialitzada per primera vegada a Sud-àfrica per Debra's sota l'eslògan «Ni tan sols el pollastre pot distingir». El sabor i textura són semblants al de l'autèntic schmaltz de pollastre, però el contingut en greixos saturats és molt menor.